# Karola Pezarro

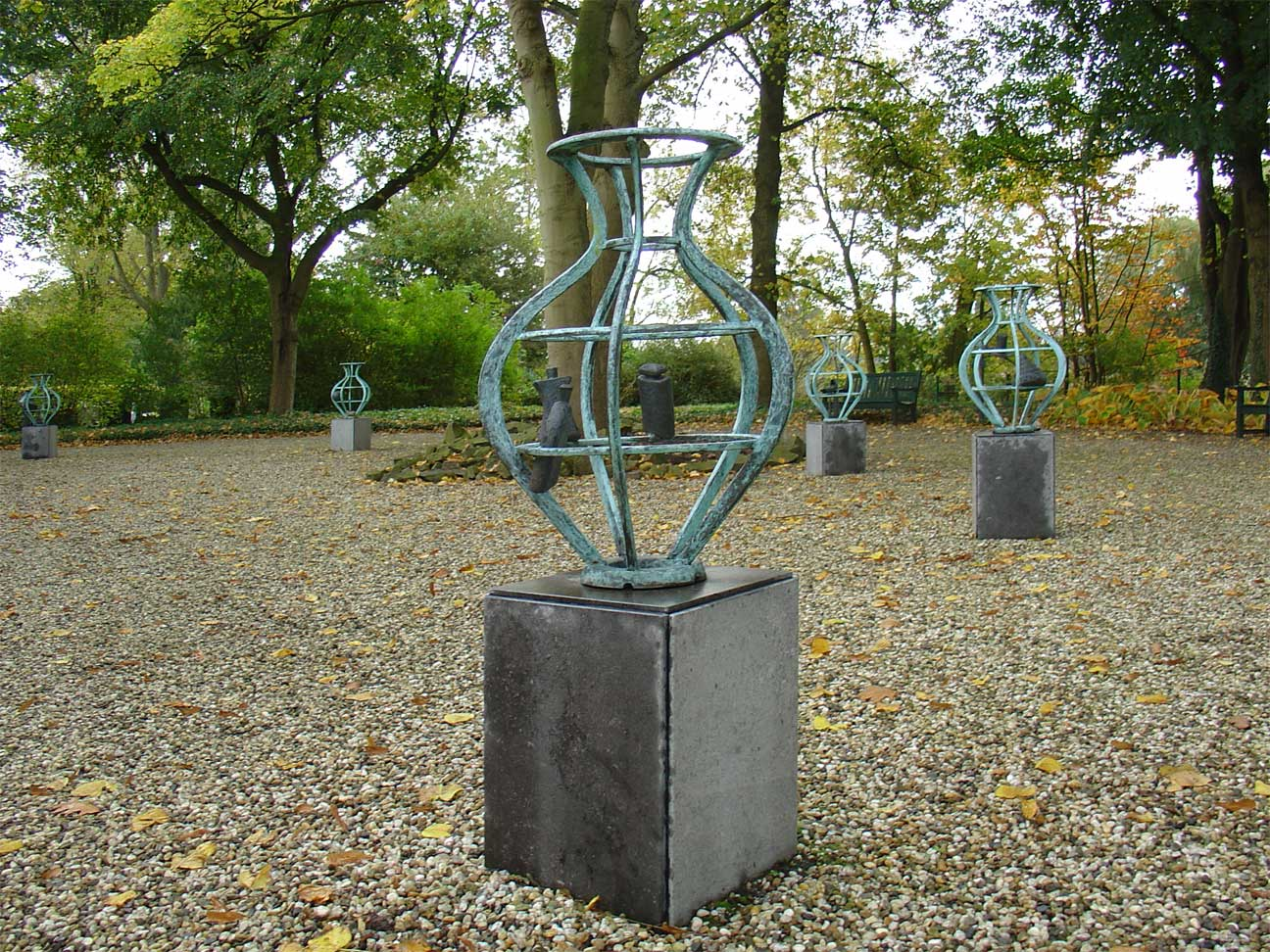
Familie van veertien (fragment) door Karola Pezarro (begraafplaats IJsselhof) te Gouda (2000)

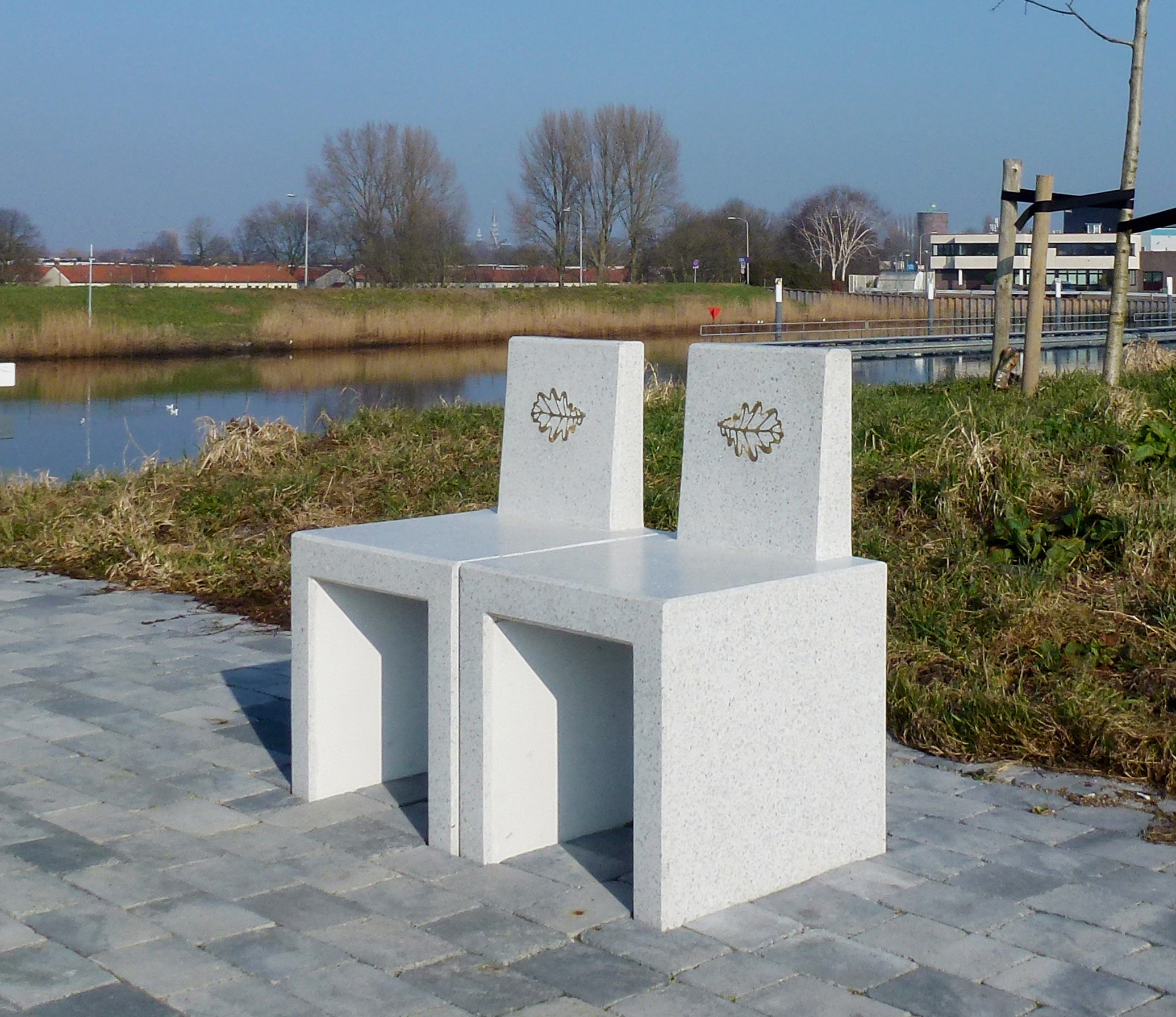
Hij-zitjes bij Gouderak

Karolina Frederike (Karola) Pezarro (Den Haag, 26 oktober 1955) is een Nederlandse beeldhouwer.

## Leven en werk
Pezarro werd als beeldhouwer opgeleid aan de afdelingen Architectonische Vormgeving en Omgevingsvormgeving van de Koninklijke Academie van Beeldende Kunsten te Den Haag. Werk van Pezarro is te zien in meerdere Nederlandse gemeenten. Haar werk wordt regelmatig geëxposeerd in binnen- en buitenland. In het museum het Odapark in Venray is werk van Pezarro opgenomen in de permanente collectie.
Voor de Goudse begraafplaats IJsselhof (zie: afbeelding) maakte ze een serie van veertien beelden in de vorm van open kruiken, waarin zich voorwerpen bevinden als symbool van het 'gewone, alledaagse' leven.

## Werken (selectie)
- Het verhaal van hout - Zaandam (2008)
- Lant van belofte - Schiedam (2007)
- Wolkenbanken - Den Haag (2005)
- Play-grow - Pijnacker (2003)
- Familie van veertien - Gouda (2000)
- Hij-zit - langs de oevers van de Hollandsche IJssel, onder andere in Moordrecht, Capelle a/d IJssel, Gouderak en Krimpen a/d IJssel (vanaf 1999)
- Japanse snoepjes - Dordrecht (1998)
- Kroonzetels - Den Haag (1998)
- Schotlandpanden - Den Haag (1993)